# ريوغوكو كوكوغيكان

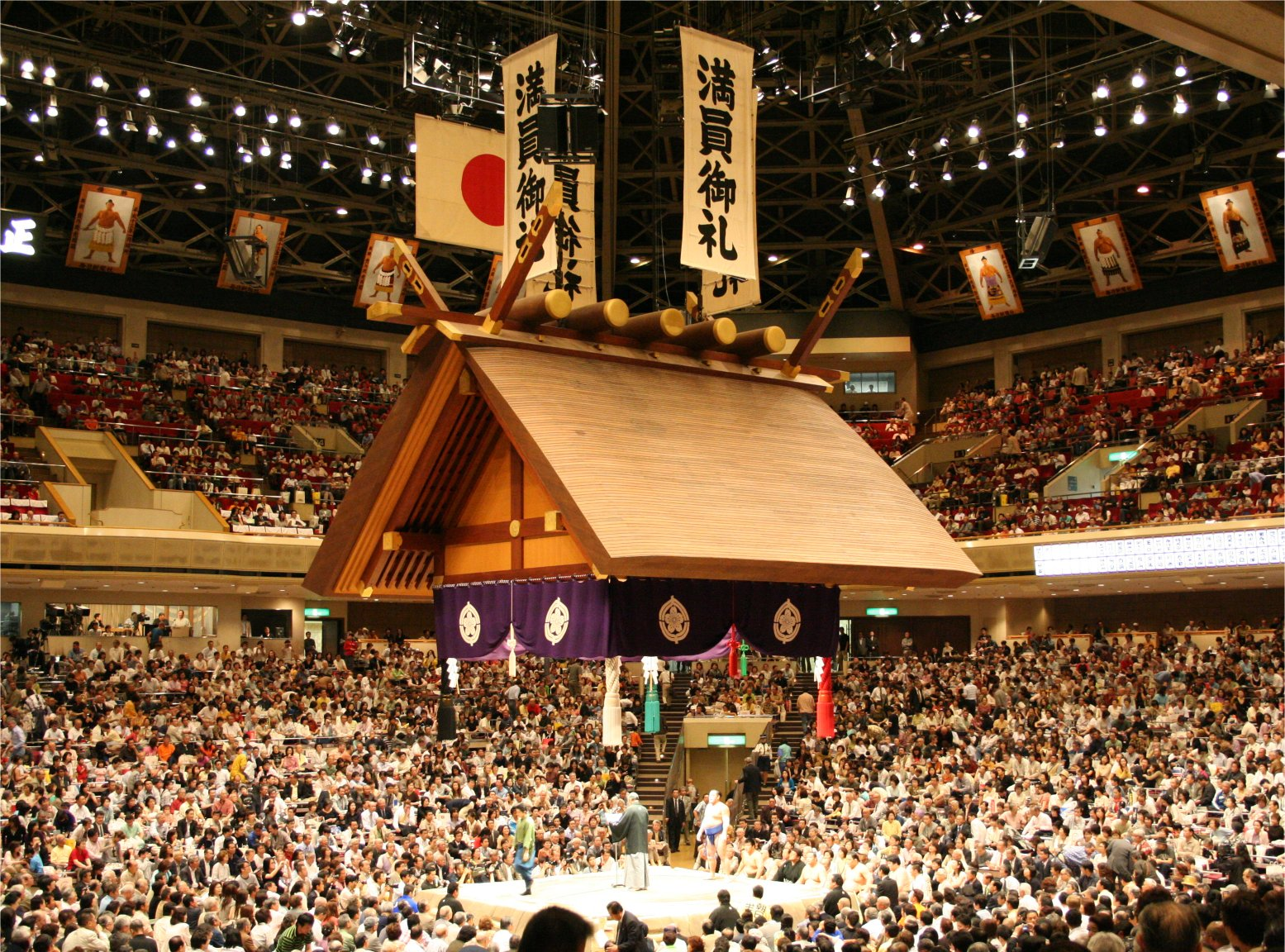
منظر ريوغوكو كوكوغيكان من الداخل أثناء مبارزات السومو.

ريوغوكو كوكوغيكان (باليابانية: 両国国技館) هو صالة رياضية داخلية تقع في ريوغوكو أحد مناطق سوميدا، طوكيو. يعني اسم المبنى «صالة الألعاب الوطنية في ريوغوكو» تم افتتاحها عام 1985 وتتسع لـ 13000 متفرج. تستخدم هذه الصالة بشكل رئيسي لمباريات مصارعة السومو، حيث تجري فيها مبارزات السومو للمحترفين ثلاث مرات في العام في يناير، مايو، وسبتمبر، بالإضافة إلى وجود متحف للسومو فيها.
تستخدم الصالة أيضاً في الأحداث الرياضية والموسيقية الأخرى على الرغم من أنها معروفة بشكل خاص في مبارزات السومو.
تستضيف القاعة منافسات الملاكمة في دورة الألعاب الأولمبية الصيفية 2020.

## معرض صور

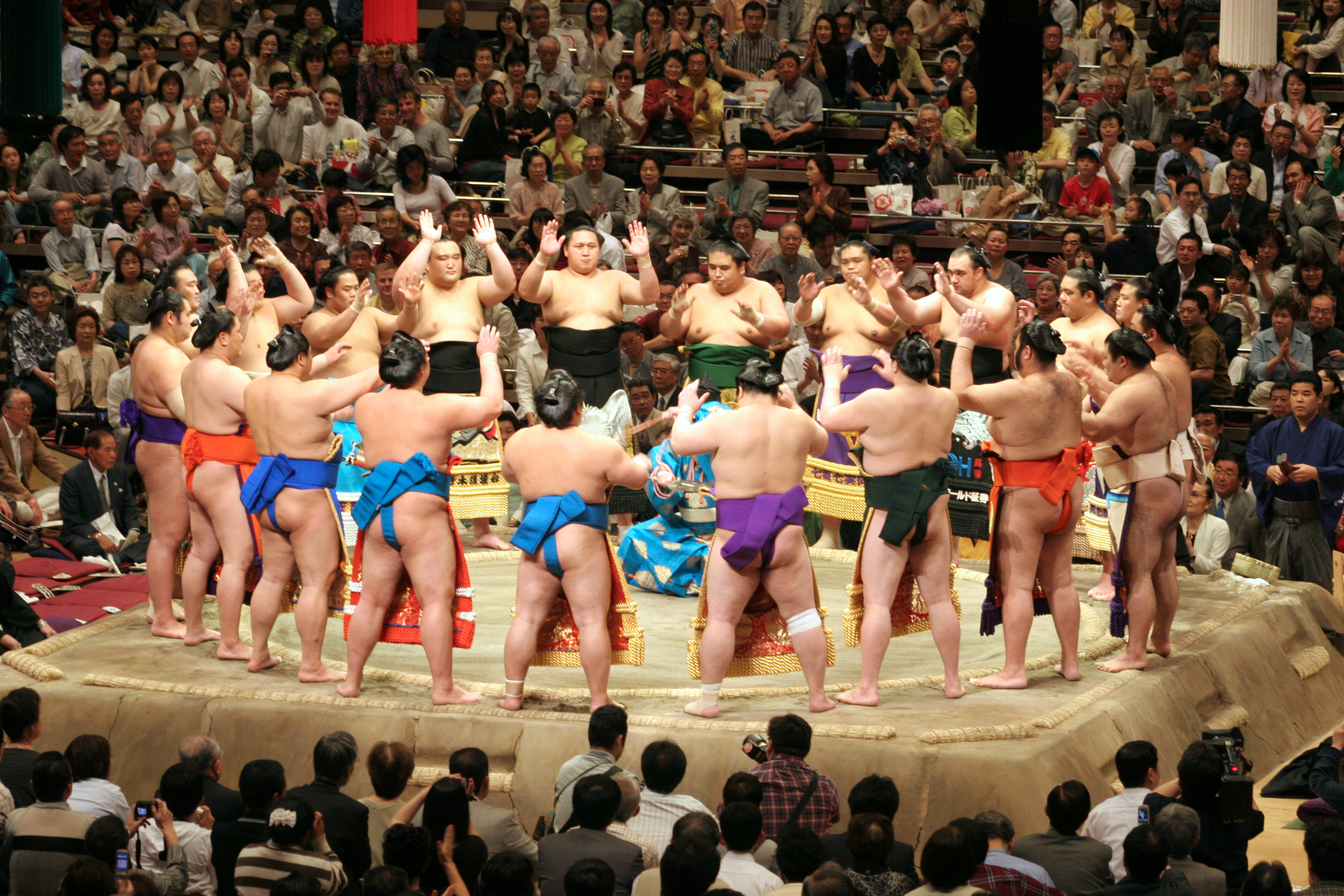
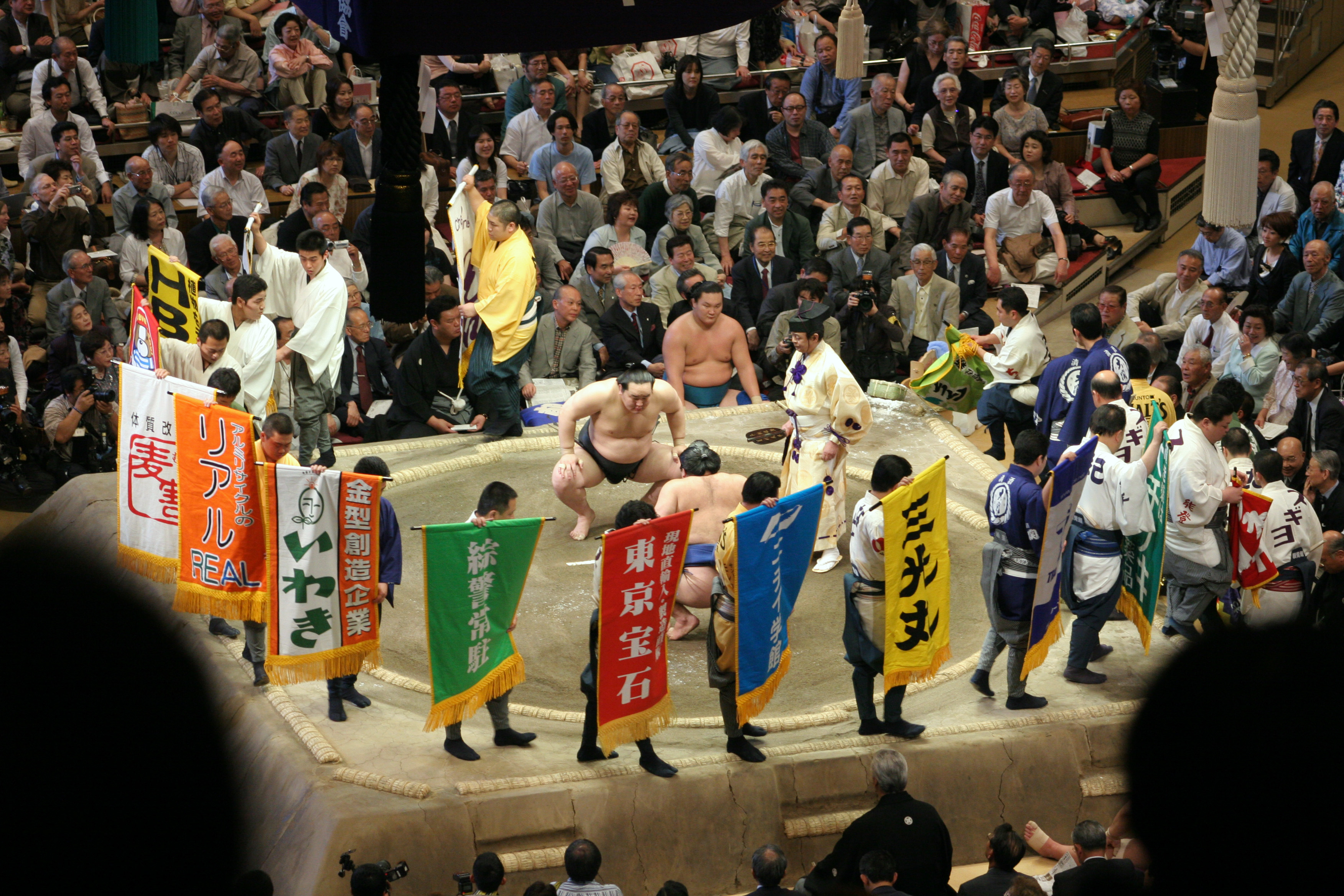
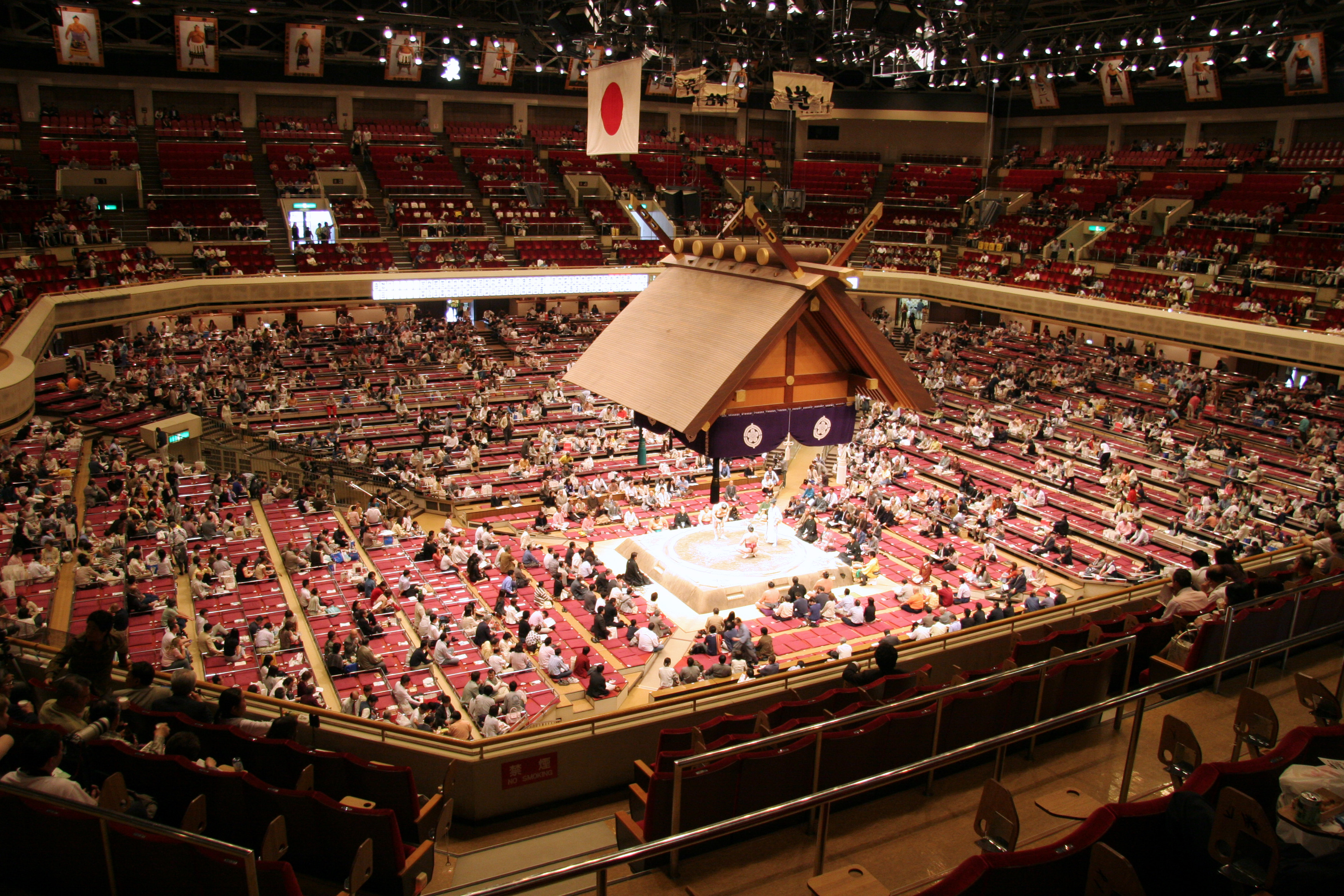
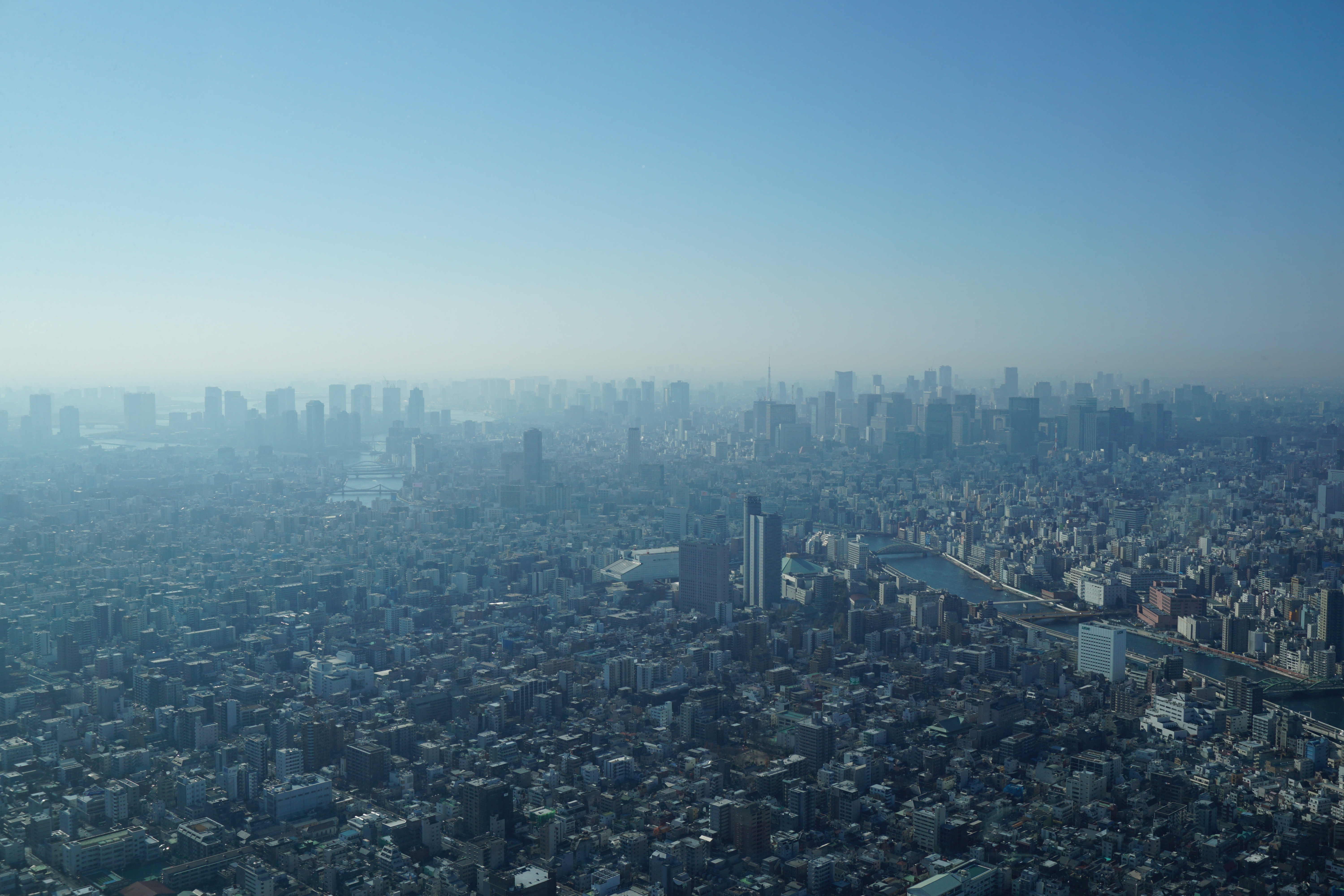